# École hôtelière internationale Savoie-Léman
L’école hôtelière Savoie-Léman est un établissement d’enseignement hôtelier, créé en 1912, à Thonon-les-Bains (Haute-Savoie).

## Historique
Ville thermale du bord du lac Léman, Thonon-les-Bains accueille de nombreux touristes dans ses hôtels. Afin d'offrir une meilleure qualité et de formation, le  sénateur-maire de la ville, Jules Mercier, avec le soutien de son conseil municipal, du député local Fernand David, et le Ministère du Commerce. Une école pratique du commerce et de l'industrie (E.P.C.I.) est ainsi créée par décret en avril 1912 et ouvre ses portes en octobre. Il sera installé dans les locaux du collège de la ville.
L'établissement est la troisième école hôtelière ouverte en France (après l'école d'industrie hôtelière de Paris en 1910 et l'école supérieure hôtelière de garçons d'Aix-les-Bains en 1912) et la plus ancienne fonctionnant encore.
En 1935, il déménagera dans les locaux actuels au centre de la ville dans un bâtiment - école-hôtel - réalisé par l'architecte Louis Moynat, depuis 1927,. Celui-ci se nomme «Hôtel Savoie et Léman », surnommé par les habitants le « Savoie-Léman ». Ces nouveaux locaux adaptés accueilleront désormais un établissement scolaire et un hôtel d'application 3 étoiles. Il sera inauguré par le président de la République Albert Lebrun. 
Durant la Seconde Guerre mondiale, l'hôtel-école est réquisitionné, avec d'autres bâtiments de la ville, en février 1944 et transformé en prison par la milice française. Au lendemain de la guerre, l'école rouvre. Un internat est associé à l'établissement.
En 1976, l'établissement devient une régie municipale jusqu'en 1991, où le Conseil régional de Rhône-Alpes en devienne le nouveau propriétaire avec le Ministère de l'Éducation.
Depuis 1960, l'école participe à la vente annuelle des Hospices de Beaune en assurant le service des banquets servis aux invités.
Depuis 1985, l'école organise un concours national complet de service restaurant ouvert aux élèves de terminale des Baccalauréats Professionnel et technologique. Ce concours portait le nom d'un ancien professeur résistant Armand Antonietti. En 2011, ce concours a été rebaptisé Trophée Thonon-Chateldon en partenariat avec Neptune (filiale du groupe Castel).
L'établissement a été rénové entre 2003 et 2007.
Entre octobre 2011 et 2012, l'établissement fête son centenaire à l'occasion de nombreuses manifestations. Ainsi en novembre 2011, 30 élèves de l'établissement ont été conviés à l'organisation de la réception des maires de France par le Président de la République,.

## Classement du lycée
Selon le classement établit par Le Parisien / Aujourd'hui en France, le lycée se classe 8e place au niveau départemental, sur 26 établissements, en 2025 (chiffres de 2024), obtenant une note de 13,26 sur 20 reposant sur « le nombre de spécialités disponibles dans ce lycée, son taux de réussite, le taux de mentions, la diversité du profil social des élèves de lycée ou encore sa valeur ajoutée », tout en indiquant s'appuyer en partie sur les indicateurs IVAL.
En 2015, le lycée se classe 5e sur 26 au niveau départemental quant à la qualité d'enseignement, et 292e au niveau national, selon un classement du média lexpress.fr.

## Établissement
Le lycée hôtelier Savoie-Léman rassemble deux restaurants d'application, une brasserie - l'Antonietti - et un restaurant gastronomique, ainsi qu'un hôtel 3 étoiles de 32 chambres,.

## Formations
- CAP : pâtissier, services hôteliers
- CAP HCR
- Baccalauréat Professionnel : cuisine, service (section européenne anglais)
- Baccalauréat technologique hôtellerie (sections européennes anglais et italien)
- BTS responsable d’hébergement, hôtellerie restauration option A mercatique et gestion hôtelière et option B art de la table, art culinaire et du service
- Licence professionnelle reprise et création d’entreprise hôtelière en formation initiale et en alternance (proposée par l'IAE de l'Université de Savoie)
- Langues enseignées : Anglais, Espagnol, Italien, Allemand.

## Établissements partenaires à l'étranger
Pour chacune des langues étudiées, le lycée Savoie Léman a signé une convention avec une école hôtelière partenaire dans l'objectif de développer des stages et des échanges d'élèves, d'étudiants et de professeurs.
- En Italie, l'école hôtelière de Chatillon dans le Val d'Aoste.
- Au Royaume-Uni, Northampton College, dans les Midlands de l'Est
- Au Mexique, l'ICUM à Puebla[16]
- En Autriche, l'école hôtelière de Bad Ischl
- En Russie, l'université du Baikal à Irkoutsk
- En Chine, l'école Caoyang à Shanghai

## Personnalités
Quelques-uns des anciens élèves de l'établissement : 
- Georges Blanc, un des grands chefs cuisiniers, restaurateurs et hôteliers français. Trois étoiles au Guide Michelin, 4 toques au Gault-Millau. Parrain de la promotion 2012.
- Jean-Christophe Ansanay-Alex. Propriétaire de « L'auberge de l'Ile Barbe » (Deux étoiles au Guide Michelin).
- Yann Caillère, Directeur général du groupe espagnol Parques Reunidos  (ex-directeur général délégué chargé des opérations monde du Groupe Accor). Parrain de la promotion 2016.
- Michel Morin, président du directoire de Léon de Bruxelles. Parrain des promotions 2005 et 2013.
- Laurent Derhé. Meilleur ouvrier de France sommelier (2007), restaurateur, hôtelier, propriétaire de l'Auberge du Ru (Frontonas 38), de Comptoir et Dépendance (Frontonas) et de la société de conseil et vente de vins Sommeliers Passion.
- Alain Béchis. Maître cuisinier de France, auteur d'ouvrages culinaires.
- Laurent Duc, Président de la fédération française de l'hôtellerie (FFH)
- Yoann Conte, étudiant en CAP/BEP[18], La Maison Bleue, à Veyrier-du-lac, 2 étoiles au Guide Michelin (2013), 5 toques (19/20) au Gault&Millaut (2021).
- Amaury Guichon[19].
- Paul Marcon, Bocuse d'or 2025, élève du lycée de 2010 à 2015[20].

Personnel
- Franck Josserand, professeur[21], Meilleur ouvrier de France (2004), Maître d'hôtel et Arts de la Table.

### Sources
- À l'occasion du centenaire, deux émissions (avril & mai 2012) de Goûtez-Voir de Odile Mattéi, sur France 3 Rhône Alpes Auvergne.